# Villa rustica (Erpfting)

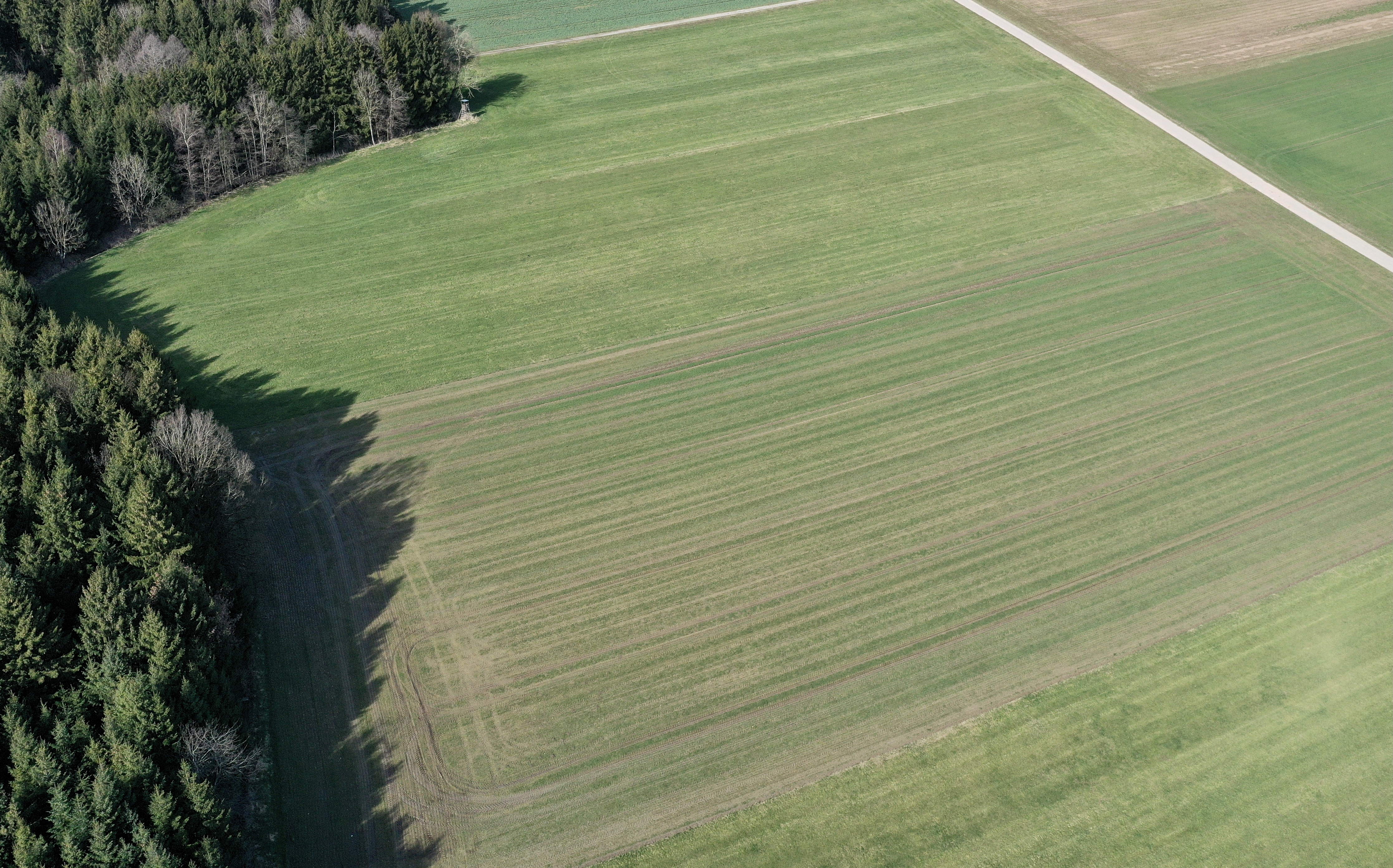
An dieser Stelle soll sich die römische Villa befunden haben

Die Villa rustica auf der Gemarkung von Erpfting, einem Stadtteil von Landsberg am Lech im oberbayerischen Landkreis Landsberg am Lech, wurde 1969/70 freigelegt. Die Villa rustica liegt 1,6 Kilometer nördlich von Erpfting und ist ein geschütztes Bodendenkmal.
Von der Villa rustica, etwa 500 Meter westlich der Via Claudia, wurden ein Badegebäude und Töpferöfen festgestellt. Der größte Teil der Keramik- und Glasfunde wird ins 2. und 3. Jahrhundert n. Chr. datiert. Die Münzreihe beginnt 259/268 und endet 388/408 n. Chr.  